# 월드이벤트TV
지니TV 145번
Btv 203번
LG U+ 151번
KT스카이라이프 123번

## 같이 보기
- 충북방송 (CCS)
- CJ헬로비전 영서방송